# Astragalus juladakensis
Astragalus juladakensis es una especie de planta del género Astragalus, de la familia de las leguminosas, orden Fabales.

## Distribución
Astragalus juladakensis se distribuye por Irán.

## Taxonomía
Fue descrita científicamente por Maassoumi. Fue publicada en Iran. J. Bot. 13(2): 79 (fig. 1) (2007).